# Linguística estrutural
Linguística estrutural, ou estruturalismo linguístico, refere-se às escola ou teorias linguísticas, nas quais, a linguagem é concebida como um sistema independente e autorregulado, sendo os elementos linguistícos definidos de acordo com o tipo de relacionamento que possuem com os demais elementos. Essa abordagem é derivada do trabalho do linguista, suíço, Ferdinand de Saussure e faz parte da proposta geral do estruturalismo. Em seu livro Curso de Linguística Geral, publicado postumamente em 1916, Saussure, por meio de uma análise pormenorizada, expõe a língua como um sistema dinâmico de unidades interconectadas. Ferdinand, é, também, conhecido pela introdução de diversas dimensões básicas, dentro da análise semiótica,que, ainda, são importantes atualmente. Duas, destas dimensões, são seus métodos-chave na realização das análises sintagmática e paradigmática, que, definem, de maneira respectiva, sintaticamente e lexicalmente as unidades linguísticas, tendo por base suas diferenças com as demais unidades do mesmo sistema.
Estruturalismo, como termo, entretanto, não foi usado por Saussure, que chamava sua própria abordagem de semiologia. O termo "estruturalismo" é uma modificação anti-darwiniana, realizada pelo sociólogo Émile Durkheim em relação à analogia orgânica feita por Herbert Spencer, na qual Spencer traça um paralelo comparativo entre as estruturas sociais e os órgãos de um organismo, pois, ambos, possuem diferentes funções ou propósitos. Analogias e metáforas semelhantes eram empregadas na linguística histórico-comparativa, da qual Saussure fazia uso;ele mesmo fez uso da analogia orgânica de William Dwight Whitney para focar os elementos internos que integram o organismo linguístico de um sistema Não obstante, a linguística estrutural tornou-se, majoritariamente, associada à noção saussuriana da linguagem como sistema dual-interativo de signos e de conceitos. Os termos estrutura e estruturalismo foram incorporados à linguística pelos linguistas Roman Jakobson e Nikolai Trubetzkoy pertencentes a escola de Praga, enquanto o termo linguística estrutural, foi cunhado por Louis Hjelmslev.

## História
A linguística estrutural, começa com a publicação póstuma do Curso de Linguística Geral de Ferdinand de Saussure, no ano de 1916, resultado da compilação que seus alunos fizeram de suas aulas. O livro demonstrou ser bastante influente, fornecendo a base para a fundação da linguística e da semiótica, em suas versões modernas. A linguística estruturalista, em virtude de sua ambiguidade terminológica, é frequentemente, vista como oriunda de tradições europeias e americanas independentes. No entanto, é mais comum a noção da qual a linguística estruturalista originou-se a partir dos escritos de Saussure; apesar disso, a Escola Americana de Linguística, baseando-se na psicologia estrutural de Wilhelm Wundt, rejeitou tais raízes.

### Estruturalismo europeu
Na Europa, Saussure influenciou: (1) a Escola de Genebra de Albert Sechehaye e Charles Bally, (2) o Círculo Linguístico de Praga, (3) a Escola de Copenhague de Louis Hjelmslev e (4) a Escola de Paris de André Martinet e Algirdas Julien Greimas. A linguística estrutural, também, influenciou outras disciplinas dentro das Ciências Humanas, acarretando o movimento que ficou conhecido como estruturalismo.

### "Estruturalismo americano"
Há certas confusões em relação a esta nomeclaturaIsto porque, entre as décadas de 1910 até 1950, a Escola Americana de Linguística, a qual era baseada na psicologia estrutural (especialmente Völkerpsychologie de Wilhelm Wundt); e mais tarde na psicologia behaviorista,acabou recebendo o apelido de "estruturalismo americano".,Essa abordagem, entretanto, não era estruturalista, no sentido saussuriano, pois ela não considerava linguagem como decorrente da interação entre; significado e expressão.Ao contrário disso, o estruturalismo americano acreditava que a mente de um ser humano civilizado era organizada em uma estrutura de ramificações binárias. Defendendo que este tipo de estruturalismo linguístico, pode ser identificado, através do modo convencionado, pelos norte-americanos, no qual se coloca o objeto, e não o sujeito, dentro da frase cujo verbo é impessoal; dessa maneira, a estrutura é desconectada da semântica, ao contrário do proposto pelo estruturalismo saussuriano. A escola americana é, alternativamente, chamada de "Distribucionalismo", "Descritivismo Americano", ou ainda, "Escola Bloomfieldiana" ou "Pós-Bloomfieldiana", seguindo o ano em que faleceu seu líder; Leonard Bloomfield, em 1949. No entanto, antes de Bloomfield, as ideias de Wundt já haviam sido importadas das Ciências Humanas Alemã para as Ciências Humanas Americana por Franz Boas e, inclusive, já havia influenciado linguistas, como Edward Sapir.
No entanto, houve algumas confluências entre as abordagens europeia e americana. A definição de uma tripla linguagem como idioma de Saussure, proposta em seu livro idioma e discurso, pertencia ao seu professor Heymann Steinthal da Universidade de Berlim, o qual era um defensor da técnica da Völkerpsychologie. Reciprocamente, o linguista americano Charles Hockett aplicou a explicação estrutural da dupla articulação, de André Martinet, à emergente complexidade gramatical.
Além do que, havia incompatibilidades insolúveis entre a orientações psicológica e positivista, da escola bloomfieldiana, com a orientação semiótica dos estruturalistas em sentido estrito. Dentro do conceitogenerativo, ou chomskyano, a aparente rejeição ao "estruturalismo" geralmente se refere à oposição de Noam Chomsky ao behaviorismo do livro Language, publicado por Bloomfield em 1933 embora, coincidentemente, ele também opunha-se ao estruturalismo em sentido estrito.

## Teorias e métodos básicos
A fundação da Linguística estrutural é o signo que, por sua vez, tem dois componentes: o "significado" que é uma ideia, ou conceito, e o "significante" que é o meio de expressar o significado. O "signo", por exemplo uma certa palavra, é a combinação desta associação entre significante e significado. Os signos, somente, podem ser definidos, quando colocados em oposição com os demais signos. Isso formou a base, do que mais tarde se tornou conhecido como, dimensão paradigmática da organização semiótica (isto é, termos e conjuntos de termos que se opõem uns aos outros).Este pensamento é, drasticamente, o contrário da ideia que estruturas linguísticas podem ser examinada, isoladamente de seu significado, ou ainda, que a organização de um sistema conceitual possa existir sem que haja, correspondentemente, uma organização de um sistema significativo.
Relações paradigmáticas são constituídas por conjuntos de unidades, por exemplo, um conjunto distinto fonologicamente pela variação de seus sons iniciais; caio, saio, maio; ou um conjunto distinto morfologicamente; caio, caiu, caem. As unidades de um conjunto devem possuir algo em comum entre si, no entanto, devem, também, ser diferenciadas. Caso contrário, elas não poderiam ser distinguidas das demais e acabariam colapsando dentro de uma única unidade, a qual não pode constituir um conjunto dela mesma, haja vista que um conjunto sempre possui mais de uma unidade. As relações sintagmáticas, ao contrário, se preocupam com o modo em que as unidades, uma vez selecionadas de conjuntos paradigmáticos diferentes, são juntamente "encadeadas" dentro das partes de uma estrutura.
As relações sintagmáticas e paradigmáticas fornecem à linguística estrutural uma ferramenta para categorização, por meio da fonologia, da morfologia e da sintaxe. Considere a morfologia, por exemplo. os signos gato e gatos são associado na mente, produzindo um paradigma abstrato das formas da palavra gato. Comparando isso com outros paradigmas sobre formatos de palavras, podemos notar que, em português, o plural, algumas vezes, consiste, praticamente, na adição da letra "s" no final da palavra. Desse modo, através do uso das análises paradigmática e sintagmática, podemos descobrir a sintaxe das frases. Por exemplo, a oposição nos sintagmas franceses "je dois" (Eu deveria.) e "dois je? (Eu deveria?) nos permite perceber que, em francês, nós apenas temos que inverter as unidades para transformar uma afirmação em uma pergunta. Desse modo, utilizamos a evidência sintagmática (diferença nas configurações da estrutura) como indicadores de relações paradigmáticas (como, no exemplo mencionado acima: questões vs. asserções).
O relato mais detalhado, envolvendo um relacionamento conjunto de uma organização paradigmática da linguagem, funcionando, como motivadora e classificadora de configurações sintagmáticas, foi fornecido por Louis Hjelmslev, em seu trabalho Prolegômenos a uma teoria da linguagem, contribuindo para a formação da linguística formal.O modelo de Hjelmslev, subsequentemente, foi incorporado à Gramática Sistêmica-Funcional, Gramática funcional e à Gramática Funcional dinamarquesa.

## Interpretação estrutural
A abordagem estrutural, nas Ciências Humanas, segue a linha de pensamento Geist do século XIX,originária da filosofia de Georg Wilhelm Friedrich Hegel. De acordo com as teorias dessa época, a sociedade, ou linguagem, surgem como uma espécie de psique coletiva de uma comunidade; e essa psique é, às vezes, descrita como um "organismo". No campo da sociologia, Émile Durkheim realizou uma modificação humanística sobre a analogia orgânica proposta por Herbert Spencer. Durkheim, seguindo a teoria de Spencer, comparou a sociedade a um organismo, possuindo, assim, estruturas (órgãos) que desempenham diferentes funções. Para Durkheim, uma interpretação estrutural da sociedade seria aquela mostrando que o crescimento da população, por meio de uma solidariedade orgânica (ao contrário de Spencer que acreditava que isso se dava por meio de uma conduta egoísta), leva a um aumento da complexidade e da diversidade dentro de uma comunidade,dando origem a uma sociedade. Esta visão é importante para o conceito do estruturalismo linguístico, conforme estabelecido pelo círculo linguístico pós-saussuriano de Praga, após uma mudança do estruturalismo para o funcionalismo, dentro da antropologia social de Alfred Radcliffe-Brown e Bronisław Malinowski.
Saussure mesmo, utilizou-se de uma modificação da ideia do "espirito linguístico" ou Sprachgeist proposta por Jacob Grimm ;  e, também, da analogia orgânica e darwiniana aplicada a linguística por August Schleicher; assim, o conceito saussuriano de "la langue" é inspirado na ideia de um espírito linguístico ou de um organismo social. É necessário ser notado que, apesar da existência de certa similaridade, tanto o estruturalismo quanto o funcionalismo presentes na linguística humanista são explicitamente anti-darwinistas. Isso significa, que as estruturas linguísticas não são explicadas através da seleção, por meio de competição; e que a metáfora biológica utilizada não deve ser interpretada literalmente. Além disso, Saussure abandonou, completamente, a linguística evolucionária e, ao invés dela, definiu o conceito de análise sincrônica da linguagem como: o estudo do sistema de linguagem; e a análise diacrônica da linguagem como: o estudo da mudança que ocorre na linguagem. Assim, compreendido isso, é possível, com a devida precaução,afirmar que a explicação estrutural da linguagem é análoga ao estruturalismo biológico, o qual explica estruturas biológicas, com base em substância ou fatores materiais. Na explicação de Saussure, a estrutura decorre de consequências sistêmicas oriundas da associação entre significado e expressão. Isso pode ser distinguido da explicação funcional da linguagem, que explica a estrutura linguística, com base na "adaptação" da linguagem às necessidades comunicativas de uma comunidade.

### Linguagem composicional e combinatória
Segundo o conceito da dupla-articulação, proposta por André Martinet, a linguagem é um sistema duplamente articulado, ou, duplamente nivelado. Neste conceito, "articulado" significa juntado. O primeiro nível da articulação, envolve unidades minimamente significativas (monemas: palavras ou morfemas) enquanto, o segundo nível, consiste na distinção das unidades minimamente sem significação (fonemas). Em razão desta dupla articulação, é possível criar todas as palavras necessárias para uma língua, bastando algumas dúzias de unidades fonéticas. A organização da língua em inventários hierárquicos, torna-a altamente complexa e, com isso, possibilita uma linguagem extremamente útil.
"Para compreendermos melhor o que de econômico há nesta primeira articulação, bastará supor o que seria um sistema de comunicação em que a cada situação, a cada dado da experiência, correspondesse um grito próprio: como estas situações e estes dados de experiência são em número praticamente infinito, um sistema constituído por gritos só poderia prestar os serviços que prestam as línguas se comportasse um número de signos distintos tão considerável que a memoria humana não conseguiria retê-los. Algumas milhares de unidades do tipo de tenho, dor, de, cabeça, de, uma, com largas possibilidades combinatórias, permitem-nos comunicar mais coisas do que vários milhões de gritos inarticulados diferentes.
A concepção de Louis Hjelmslev inclui, ainda, mais níveis: fonema, morfema, lexema, frase, sentença e discurso. Por meio dos menores elementos significativos e não significativos, glossemas, é possível gerar um número infinito de produções:
"Quando são comparados os inventários assim obtidos nos diferentes estágios da dedução, é notável que o número deles diminui a medida que o procedimento de análise avança. Se o texto é ilimitado, isto é, se for possível acrescentar-Ihes algo constantemente, como é o que acontece com uma linguá viva, pode-se registrar urn numero ilimitado de frases, de proposições e de palavras."
Essas noções são uma continuação da tradição humanística na qual a língua é considerada uma invenção humana. Uma ideia semelhante é encontrada na Gramática de Port-Royal:
“Nos resta examinar o elemento espiritual da fala... esta invenção maravilhosa de compor a partir de vinte e cinco à trinta sons uma variedade infinita de palavras, que, apesar de não ter qualquer semelhança entre o que passa por nossas mentes, no entanto, não deixam de revelar aos outros todos os segredos da mente, e para tornar inteligível para outros os quais não podem entrar na nossa mente tudo o que nós concebemos e todos os diversos movimentos de nossas almas "

### Interação entre significado e forma
Um outro modo de abordar a explicação estrutural é por meio do conceito saussuriano de semiologia (semiótica). Considera-se que a linguagem surge da interação da forma com o significado. O conceito de Saussure de signo-bilateral (significante-significado) endossa que o sistema conceitual é distinto da realidade física. Por exemplo, a pronúncia fonética do signo "gato" é uma associação entre uma combinação dos sons [g′] [atu],com o conceito de um gato, ao invés do seu referente (um gato de verdade).A linguagem é, desse modo considerada um sistema totalmente abstrato, onde cada item do inventário conceitual é associado a uma expressão e, esses dois níveis definem, organizam e restringem uns aos outros.
Os conceitos-chave da organização dos sistemas fonêmico versus semântico; são aqueles sobre oposição e distintividade. No sistema fonológico, de uma determinada língua, cada fonema é distinto dos demais. Os conceitos de distintividade e, também de marcação, foram utilizados, satisfatoriamente, pelo Círculo Linguístico de Praga para explicar a organização fonêmica das línguas, fornecendo, desse modo, a base para a fonologia moderna no estudo dos sistemas sonoros das línguas.Dosse, François (1997) [First published 1992]. History of Structuralism, Vol.2: The Sign Sets, 1967- Present; translated by Edborah Glassman (PDF). University of Minnesota Press. [S.l.: s.n.] 7 páginas. ISBN 0-8166-2239-6</ref> Esses conceitos, Saussure, também, tomou emprestado de Wilhelm von Humboldt.
Do mesmo modo, cada conceito é distinto de todos os outros dentro de um sistema conceitual e, sua definição, é dada através da oposição em relação aos outros conceitos. Louis Hjelmslev lançou as fundações para semântica estrutural, com sua ideia de que o nível de conteúdo da língua tem uma estrutura análoga ao nível de sua expressão. A explicação estrutural, no sentido de como a linguagem molda nossa compreensão à respeito mundo, foi amplamente utilizada pelos pós-estruturalistas.
O linguista estruturalista Lucien Tesnière, inventor da gramática da dependência, considerou conflitante o relacionamento entre significado e formato, devido à diferença matemática quanto ao modo de organização das estruturas sintática e semântica. Ele utilizou seu conceito de antinomia  entre a sintaxe e semântica para elucidar o conceito de que a linguagem é uma solução para um problema comunicativo. Em sua perspectiva, a estrutura semântica da dependência bidimensional acaba, necessariamente, sendo empurrada para uma forma unidimensional, ou seja, linear. Isso faz com que o arranjo semântico da significação seja desmanchado dentro de um grande e arbitrário conjunto de palavras.

## Percepções recentes do estruturalismo
Aqueles que trabalham utilizando a tradição gerativa da gramática consideram, muitas vezes, as abordagens estruturalistas antigas e superadas. Por exemplo, Mitchell Marcus escreveu que a linguística estrutural era: "fundamentalmente inadequada para processar completamente a extensão da linguagem natural". Holland escreve que Chomsky "efetivamente refutou Saussure ". Opiniões semelhantes foram expressas por Jan Koster, Mark Turner, e outros defensores da sociobiologia.
Outros, entretanto, salientam a importância contínua do pensamento de Saussure e das abordagens estruturalistas. Gilbert Lazard recusa a ideia de que a abordagem chomskyana seja obsoleta, ao mesmo tempo em que apoia o retorno ao estruturalismo saussuriano pois, para ele, é a unica direção, através da qual, os linguistas podem tornar suas abordagens mais científicos. Matthews, nota que há muitos "linguistas que são estruturalistas, em razão das definições que eles propõem, mas que negariam, veementemente, ser de qualquer vertente desta teoria.", sugerindo que existe uma persistência do paradigma estruturalista.

## Efeito da linguística estruturalista sobre outras disciplinas
Na década de 1950, as ideias de Saussure foram apropriadas por várias figuras proeminentes, que faziam parte da filosofia continental e da antropologia e, a partir disso, foram emprestadas à teoria literária, onde são utilizadas para interpretar novelas e outros gêneros textuais.Entretanto, diversos críticos têm apontado que as ideias de Saussure foram mal compreendidas, ou deliberadamente distorcidas, por filósofos continentais e teóricos literários, e que, certamente, não são aplicadas diretamente no nível textual, no qual o próprio Saussure teria firmemente fixado na obra parole e, portanto, essas ideias modificadas não são receptivas aos seus construtos teóricos.

## Manuais modernos de análise estrutural (formal e funcional)
- [Em alemão] Roland Schäfer, 2016. Einführung in die grammatische Beschreibung des Deutschen (2ª ed.) Berlin: Language Science Press. ISBN 978-1-537504-95-7
- [Em Inglês] Emma Pavey, 2010. The Structure of Language: An Introduction to Grammatical Analysis. Cambridge University Press. ISBN 9780511777929
- [Em inglês] Kees Hengeveld & Lachlan MacKenzie, 2008. Functional Discourse Grammar: A Typologically-Based Theory of Language Structure. Oxford University Press. ISBN   9780199278107
- [Em ingês] M.A.K. Halliday, 2004An Introduction to Functional Grammar. 3rd edition, revised by Christian Matthiessen. London: Hodder Arnold. ISBN 978 0 340 76167 0